# Masters (кёрлинг)
Masters, с 2016 года называемый WFG Masters (по названию титульного спонсора), — это турнир по кёрлингу среди мужчин и женщин, который является одним из соревнований, входящих в Большой шлем по кёрлингу, и является одним из четырёх «главных».
Турнир создан объединением мужского World Cup of Curling и женского Sun Life Classic. Ранее был и мужской турнир Sun Life Classic (сейчас упразднен). Женский Sun Life Classic был ежегодным турниром мирового тура по кёрлингу (но не турниром Большого шлема), проводимым каждый ноябрь в Paris Curling Club, Brant Curling Club и Brantford Golf & Country Club, провинция Онтарио. В свою очередь мужской World Cup of Curling был турниром Большого шлема и проводился в различных местах по всей Канаде, а ранее был известен как "Masters".
Первый турнир, в котором приняли участие как мужчины, так и женщины, состоялся в 2012 году в Wayne Gretzky Sports Centre и Brantford Golf & Country Club в Брантфорде, Онтарио.
Начиная с сезона 2022 года в турнире принимают участие 16 мужских и 16 женских команд, лучших в Мировом рейтинге. И мужской и женский дивизионы имеют одинаковый формат - два этапа: групповой (не круговой) и плей-офф. Команды условно разделены на четыре группы по четыре команды. Команды проводят четыре матча (по одному с каждой командой из соседней группы). Составляется общий рейтинг всех 16 команд. Восемь лучших из общего рейтинга всех команд выходят в плей-офф, который проводится по Олимпийской системе.
Все турниры проводятся на территории Канады. Телевизионные трансляции проходят на каналах канадской англоязычной спортивной телевизионной сети Sportsnet.

Победители среди мужчин в 2025 году

## Прежние наименования
Sun Life Classic
- Grandview Chain and Cable Cashspiel (2005)
- Tim Hortons Invitational Classic (2006)
- McDonald's Invitational (мужчины) / Sun Life Invitational (женщины) (2007)
- SunLife Financial Invitational Classic (2008)
- Sun Life Classic (2009–2011)

Masters / World Cup
- Kia Masters of Curling: 2002
- M&M Meat Shops Masters of Curling: 2003-2004
- Masters of Curling: фев. 2006
- Home Hardware Masters of Curling: дек. 2006 - янв. 2008
- Masters of Curling: ноя. 2008
- Grey Power World Cup of Curling: 2009-2010
- GP Car and Home World Cup of Curling: 2011
- Rogers Masters of Curling: 2012
- Masters of Curling: 2013-15
- WFG Masters: 2016
- Masters of Curling: 2017
- Canadian Beef Masters: 2018
- Masters: 2019 – настоящее время

## Победители

### Masters / World Cup

#### Мужчины
| Год        | Победитель                                                       | Финалист                                                       | Место                           | Призовой фонд (CAD) |
| ---------- | ---------------------------------------------------------------- | -------------------------------------------------------------- | ------------------------------- | ------------------- |
| 2002       | Bruce Korte, Darrell McKee, Roger Korte, Rory Golanowski         | Джефф Стоутон, Джон Мид, Гарри Ванденберге, Даг Армстронг      | Гандер                          | $100 000            |
| 2003 (янв) | Мартин, Кевин, Дон Валчак, Картер Райкрофт, Дон Бартлетт         | Вик Петерс, Марк Олсон, Крис Ньюфелд, Стив Гулд                | Грейтер-Садбери                 | $100 000            |
| 2003 (дек) | Уэйн Мидо, Грэм Маккарел, Joe Frans, Скотт Бейли                 | Джефф Стоутон, Джон Мид, Гарри Ванденберге, Стив Гулд          | Грейтер-Садбери                 | $100 000            |
| 2004       | Джефф Стоутон, Джон Мид, Гарри Ванденберге, Стив Гулд            | Пэт Симмонс, Jeff Sharp, Крис Хайчерт, Бен Хеберт              | Гумбольдт                       | $100 000            |
| 2006 (фев) | Рэнди Фёрби, Дэвид Недохин, Скотт Пфейфер, Марсель Рок           | Мартин, Кевин, Дон Валчак, Картер Райкрофт, Дон Бартлетт       | Сент-Джонс                      | $100 000            |
| 2006 (дек) | Гленн Ховард, Харт, Ричард, Брент Лэинг, Крейг Сэвилл            | Рэнди Фёрби, Дэвид Недохин, Скотт Пфейфер, Марсель Рок         | Уотерлу                         | $100 000            |
| 2008 (янв) | Гленн Ховард, Харт, Ричард, Брент Лэинг, Крейг Сэвилл            | Кевин Куи, Блэйк Макдональд, Картер Райкрофт, Нолан Тиссен     | Саскатун                        | $100 000            |
| 2008 (ноя) | Гленн Ховард, Харт, Ричард, Брент Лэинг, Крейг Сэвилл            | Кевин Куи, Блэйк Макдональд, Картер Райкрофт, Нолан Тиссен     | Уотерлу                         | $100 000            |
| 2009       | Гленн Ховард, Харт, Ричард, Брент Лэинг, Крейг Сэвилл            | Кевин Куи, Блэйк Макдональд, Картер Райкрофт, Нолан Тиссен     | Миссиссога                      | $100 000            |
| 2010       | Майк Макьюэн, Би Джей Ньюфелд, Мэтт Возняк, Дэнни Ньюфелд        | Джефф Стоутон, Джон Мид,1 Рид Карразерс, Стив Гулд             | Уинсор                          | $100 000            |
| 2011       | Гленн Ховард, Уэйн Мидо, Брент Лэинг, Крейг Сэвилл               | Джон Эппинг, Скотт Бейли, Ховард, Скотт, David Mathers         | Су-Сент-Мари                    | $100 000            |
| 2012       | Кевин Куи, Пэт Симмонс, Картер Райкрофт, Нолан Тиссен            | Джим Коттер, Jason Gunnlaugson, Тайрел Гриффит, Рик Саватски   | Брантфорд, Онтарио              | $100 000            |
| 2013       | Гленн Ховард, Уэйн Мидо, Брент Лэинг, Крейг Сэвилл               | Мартин, Кевин, Дэвид Недохин, Кеннеди, Марк, Бен Хеберт        | Абботсфорд, Британская Колумбия | $100 000            |
| 2014       | Брэд Гушу, Марк Николс, Бретт Галлант, Уокер, Джефф              | Майк Макьюэн, Би Джей Ньюфелд, Мэтт Возняк, Дэнни Ньюфелд      | Селкирк, Манитоба               | $100 000            |
| 2015       | Майк Макьюэн, Би Джей Ньюфелд, Мэтт Возняк, Дэнни Ньюфелд        | Джим Коттер, Ryan Kuhn, Тайрел Гриффит, Рик Саватски           | Труро, Новая Шотландия          | $100 000            |
| 2016       | Никлас Эдин, Эрикссон, Оскар, Расмус Врано, Кристофер Сундгрен   | Брэд Джейкобс, Райан Фрай, Эрик Харнден, Райан Харнден         | Okotoks, Альберта               | $125 000            |
| 2017       | Брэд Гушу, Марк Николс, Бретт Галлант, Уокер, Джефф              | Никлас Эдин, Эрикссон, Оскар, Расмус Врано, Кристофер Сундгрен | Ллойдминстер                    | $125 000            |
| 2018       | Джон Эппинг, Mathew Camm, Брент Лэинг, Крейг Сэвилл              | Кевин Куи, Би Джей Ньюфелд, Колтон Флеш, Бен Хеберт            | Труро, Новая Шотландия          | $125 000            |
| 2019       | Мэттью Данстон, Брэйден Москови, Catlin Schneider, Dustin Kidby  | Брэд Гушу, Марк Николс, Бретт Галлант, Уокер, Джефф            | Норт-Бей, Онтарио               | $150 000            |
| 2020       | Отменен                                                          | Отменен                                                        | Отменен                         | Отменен             |
| 2021       | Брюс Моуэт, Грант Харди, Бобби Лэмми, Макмиллан, Хэмми           | Брэд Джейкобс, Кеннеди, Марк, Эрик Харнден, Райан Харнден      | Оквилл, Онтарио                 | $150 000            |
| 2022       | Жоэль Реторна, Амос Мозанер, Себастьяно Арман, Маттия Джованелла | Брюс Моуэт, Грант Харди, Бобби Лэмми, Макмиллан, Хэмми         | Оквилл, Онтарио                 | $150 000            |
| 2023       | Жоэль Реторна, Амос Мозанер, Себастьяно Арман, Маттия Джованелла | Росс Уайт, Робин Брайдон, Данкан Макфазин, Юан Кайл            | Ниагара-Фолс, Онтарио           | $200 000            |
| 2025       | Росс Уайт, Робин Брайдон, Данкан Макфазин, Юан Кайл              | Брэд Джейкобс, Кеннеди, Марк, Бретт Галлант, Бен Хеберт        | Гуэлф, Онтарио                  | $200 000            |

Примечания. ↑ Greg Balsdon заменил Джона Мида в финальной игре.

#### Женщины
| Год  | Победитель                                                                        | Финалист                                                                            | Место                           | Призовой фонд (CAD) |
| ---- | --------------------------------------------------------------------------------- | ----------------------------------------------------------------------------------- | ------------------------------- | ------------------- |
| 2012 | Рейчел Хоман, Эмма Мискью, Элисон Кревьязак, Лиза Уигл                            | Челси Кэри, Кристи Макдональд, Кристин Фостер, Lindsay Titheridge                   | Брантфорд, Онтарио              | $50 000             |
| 2013 | Рейчел Хоман, Эмма Мискью, Элисон Кревьязак, Лиза Уигл                            | Ив Мюрхед, Анна Слоун, Вики Чалмерс, Клэр Хэмилтон                                  | Абботсфорд, Британская Колумбия | $100 000            |
| 2014 | Валери Свитинг, Кэти Овертон-Клэпем, Дана Фергюсон, Рашель Браун                  | Маргарета Сигфридссон, Мария Прюц, Кристина Бертруп, Мария Веннерстрём              | Селкирк, Манитоба               | $100 000            |
| 2015 | Рейчел Хоман, Эмма Мискью, Джоанн Кортни, Лиза Уигл                               | Валери Свитинг, Лори Олсон-Джонс, Дана Фергюсон, Рашель Браун                       | Труро, Новая Шотландия          | $100 000            |
| 2016 | Эллисон Флэкси, Clancy Grandy, Линн Кревьязак, Morgan Court                       | Рейчел Хоман, Эмма Мискью, Джоанн Кортни, Лиза Уигл                                 | Okotoks, Альберта               | $125 000            |
| 2017 | Джонс, Дженнифер, Кейтлин Лоус, Джилл Оффисер, Дон Макьюэн                        | Керри Эйнарсон, Селена Ньегован, Лиз Файф, Кристин Маккуиш                          | Ллойдминстер                    | $125 000            |
| 2018 | Анна Хассельборг, Сара Макманус, Агнес Кнохенхауэр, София Мабергс                 | Рейчел Хоман, Эмма Мискью, Джоанн Кортни, Лиза Уигл                                 | Труро, Новая Шотландия          | $125 000            |
| 2019 | Трэйси Флёри, Селена Ньегован, Лиз Файф, Кристин Маккуиш                          | Саяка Ёсимура, Кахо Онодэра, Анна Омия, Юмиэ Фунаяма                                | Норт-Бей, Онтарио               | $150 000            |
| 2020 | Отменен                                                                           | Отменен                                                                             | Отменен                         | Отменен             |
| 2021 | Трэйси Флёри, Селена Ньегован, Лиз Файф, Кристин Маккуиш                          | Джонс, Дженнифер, Кейтлин Лоус, Джоселин Петерман, Дон Макьюэн, Лиза Уигл           | Оквилл, Онтарио                 | $150 000            |
| 2022 | Керри Эйнарсон, Валери Свитинг, Шэннон Бёрчард, Бриан Харрис                      | Рейчел Хоман, Трэйси Флёри (скип), Эмма Мискью, Сара Уилкс                          | Оквилл, Онтарио                 | $150 000            |
| 2023 | Рейчел Хоман, Трэйси Флёри, Эмма Мискью, Сара Уилкс                               | Алина Пец, Сильвана Тиринцони (скип), Селина Витшонке, Карол Ховальд, Стефани Берсе | Ниагара-Фолс, Онтарио           | $200 000            |
| 2025 | Анна Хассельборг, Сара Макманус, Агнес Кнохенхауэр, София Мабергс, Юханна Хельдин | Рейчел Хоман, Трэйси Флёри, Эмма Мискью, Сара Уилкс                                 | Гуэлф, Онтарио                  | $200 000            |

### Sun Life Classic[4]

#### Мужчины
| Год  | Победитель    | Финалист         | Призовой фонд (CAD) |
| ---- | ------------- | ---------------- | ------------------- |
| 2005 | Kirk Ziola    | Jim Lyle         |                     |
| 2006 | Dwayne Fowler | Брэд Гушу        | 35 000              |
| 2007 | Гленн Ховард  | Kirk Ziola       | 53 000              |
| 2008 | Гленн Ховард  | Жан-Мишель Менар | 47 000              |
| 2009 | Майк Макьюэн  | Martin Ferland   | 50 000              |
| 2010 | Майк Макьюэн  | Брэд Гушу        | 50 000              |
| 2011 | Никлас Эдин   | Свен Михель      | 50 000              |

#### Женщины
| Год  | Победитель       | Финалист            | Призовой фонд (CAD) |
| ---- | ---------------- | ------------------- | ------------------- |
| 2007 | Julie Hastings   | Криста Маккарвилл   | 32 000              |
| 2008 | Мари-Франс Ларуш | Jacqueline Harrison | 47 000              |
| 2009 | Jo-Ann Rizzo     | Шэннон Клейбринк    | 50 000              |
| 2010 | Джонс, Дженнифер | Келли Скотт         | 50 000              |
| 2011 | Шерри Мидо       | Браун, Эрика        | 50 000              |